# Watford Football Club 2017-2018
Questa voce raccoglie le informazioni riguardanti il Watford Football Club nelle competizioni ufficiali della stagione 2017-2018.

## Rosa
| N. |                        | Ruolo | Calciatore         |
| -- | ---------------------- | ----- | ------------------ |
| 1  | Brasile (bandiera)     | P     | Heurelho Gomes     |
| 2  | Paesi Bassi (bandiera) | D     | Daryl Janmaat      |
| 3  | Grecia (bandiera)      | D     | Miguel Britos      |
| 4  | Francia (bandiera)     | D     | Younes Kaboul      |
| 5  | Austria (bandiera)     | D     | Sebastian Prödl    |
| 6  | Giamaica (bandiera)    | D     | Adrian Mariappa    |
| 7  | Spagna (bandiera)      | A     | Gerard Deulofeu    |
| 8  | Inghilterra (bandiera) | C     | Tom Cleverley      |
| 9  | Inghilterra (bandiera) | A     | Troy Deeney        |
| 11 | Brasile (bandiera)     | A     | Richarlison        |
| 13 | Mali (bandiera)        | D     | Molla Wague        |
| 14 | Inghilterra (bandiera) | C     | Nathaniel Chalobah |
| 15 | Inghilterra (bandiera) | D     | Craig Cathcart     |
| 16 | Mali (bandiera)        | C     | Abdoulaye Doucouré |

| N. |                        | Ruolo | Calciatore         |
| -- | ---------------------- | ----- | ------------------ |
| 17 | Inghilterra (bandiera) | A     | Jerome Sinclair    |
| 18 | Giamaica (bandiera)    | A     | Andre Gray         |
| 19 | Inghilterra (bandiera) | C     | Will Hughes        |
| 20 | Belgio (bandiera)      | A     | Dodi Lukebakio     |
| 21 | Spagna (bandiera)      | D     | Kiko Femenía       |
| 22 | Paesi Bassi (bandiera) | D     | Marvin Zeegelaar   |
| 25 | Grecia (bandiera)      | D     | José Holebas       |
| 27 | Belgio (bandiera)      | D     | Christian Kabasele |
| 28 | Perù (bandiera)        | A     | André Carrillo     |
| 29 | Francia (bandiera)     | C     | Étienne Capoue     |
| 31 | Irlanda (bandiera)     | D     | Tommie Hoban       |
| 33 | Italia (bandiera)      | A     | Stefano Okaka      |
| 35 | Austria (bandiera)     | P     | Daniel Bachmann    |
| 37 | Argentina (bandiera)   | C     | Roberto Pereyra    |